# Seis reuniones antes de almorzar
Seis Reuniones antes de Almorzar es el decimoctavo capítulo de la Serie dramática El ala oeste de la Casa Blanca.

## Argumento
Toby celebra la confirmación para el Tribunal Supremo del candidato Roberto Mendoza. Mientras Josh discute con un eminente ayudante del fiscal general sobre las reparaciones históricas a los esclavos oprimidos antes de la Guerra Civil Americana. Sam y Mallory discuten sobre los presupuestos para la Escuela Pública. Él está en contra de incrementarlos, y ella a favor. Al final resulta que Sam hace de abogado del diablo.
Ha ocurrido una redada en una fiesta en la que participaban la hija del el presidente, Zoey, y varios amigos. Al parecer uno de ellos fue arrestado con drogras. Ella es abordada por un periodista y miente. C.J. Cregg intenta protegerla, incluso de la furia de su padre, enfadado con la prensa por acosarla en la Universidad.

## Curiosidades
- Aaron Sorkin comentó años después del episodio que recibió innumerables cartas de protesta –e incluso amenazas- por incluir la escena en la que Charlie es besado por la hija del Presidente, Zoey.

- El playback que realiza C.J. de la canción "El Chacal (The Jackal)" de Ronny Jordan es una actuación original de Allison Janney, la actriz, que el creador de la serie, Aaron Sorkin, decidió introducir.

## Enlaces
- Ficha en FormulaTv
- Enlace al Imdb
- Guía del Episodio (en inglés)

- Datos: Q7532777